# Veterná Poruba
Veterná Poruba es un municipio del distrito de Liptovský Mikuláš en la región de Žilina, Eslovaquia, con una población estimada a final del año 2024 de 362 habitantes.
Se encuentra ubicado al sureste de la región, cerca del curso alto del río Váh (cuenca hidrográfica del Danubio), de los montes Tatras y de la frontera con Polonia y las regiones de Prešov y Banská Bystrica.

## Demografía
| Año        | 1994 | 2004    | 2014    | 2024    |
| ---------- | ---- | ------- | ------- | ------- |
| Población  | 360  | 350     | 372     | 362     |
| Diferencia |      | −2,77 % | +6,28 % | −2,68 % |

| Año        | 2023 | 2024    |
| ---------- | ---- | ------- |
| Población  | 370  | 362     |
| Diferencia |      | −2,16 % |